# Albert Anker
Albert Samuel Anker, född 1 april 1831 i Ins, död 16 juli 1910 i Ins, var en schweizisk målare och illustratör som kallats "Schweiz nationalmålare" på grund av sina många och populära avbildningar av schweiziskt lantliv.
Albert Ankers verk gjorde honom till Schweiz mest uppskattade genremålare på 1800-talet, och hans målningar har fortsatt att åtnjuta en stor popularitet på grund av deras allmänna tillgänglighet.
Som student sammanfattade Anker sitt förhållningssätt till konst på följande sätt: "Man måste forma en idé i sin fantasi, och sedan måste man göra den idén tillgänglig för folket."
Många schweiziska frimärken och andra medier har införlivat Ankers verk. Hans hus och ateljé i Ins har bevarats som museum av Albert Ankers Stiftelse.

## Galleri

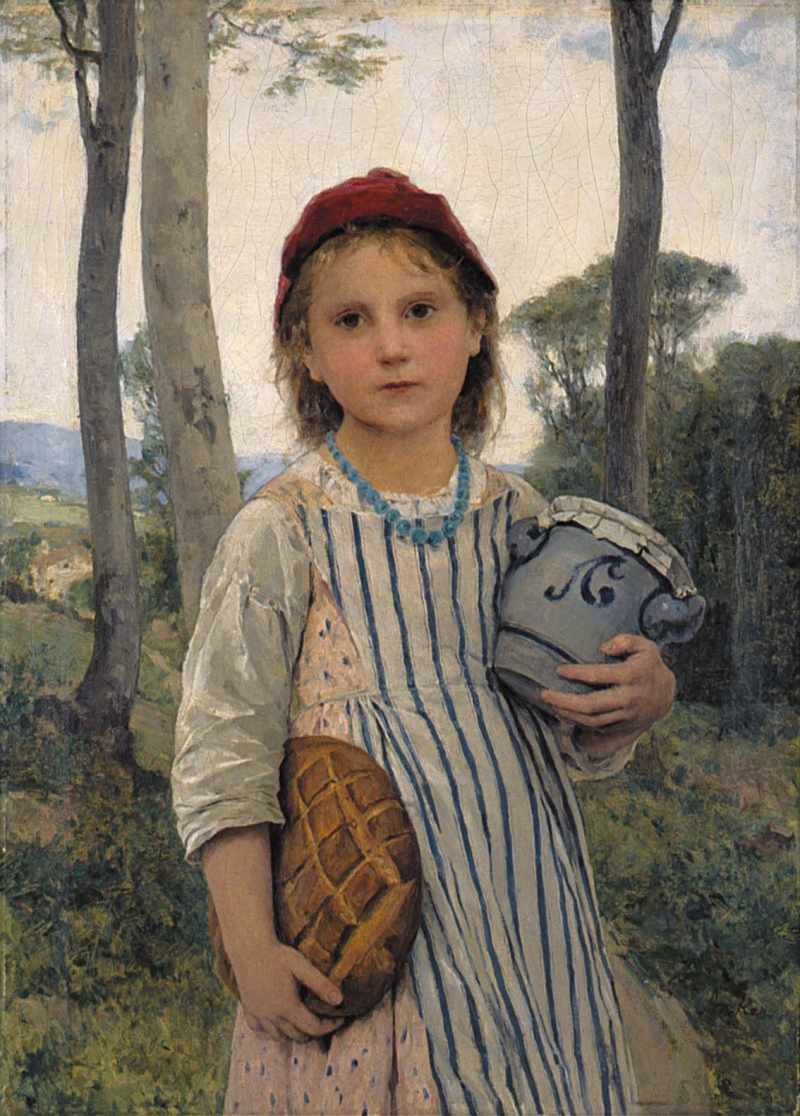
Le petit chaperon rouge, (Rödluvan), 1883.
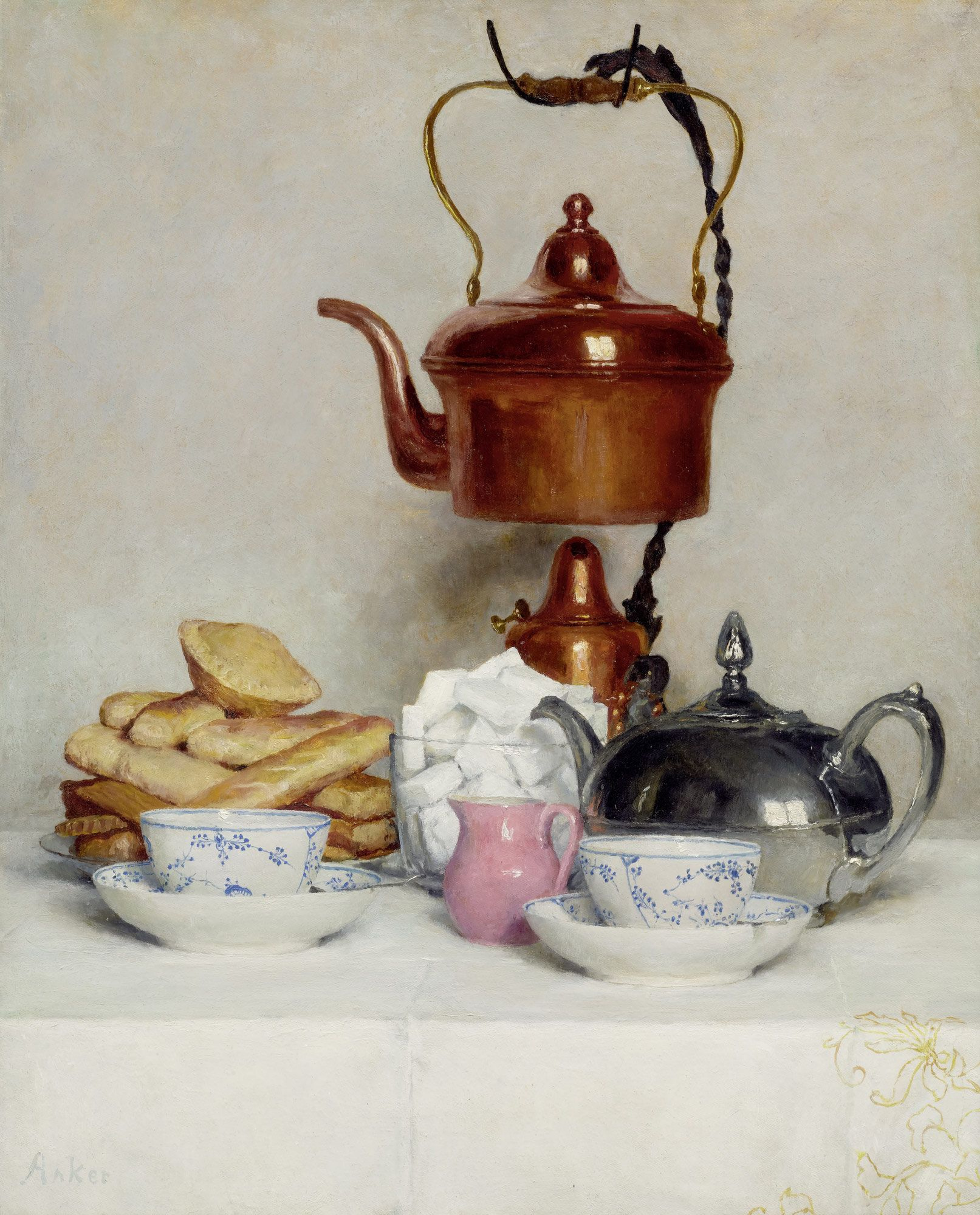
Stilleben med theservis.
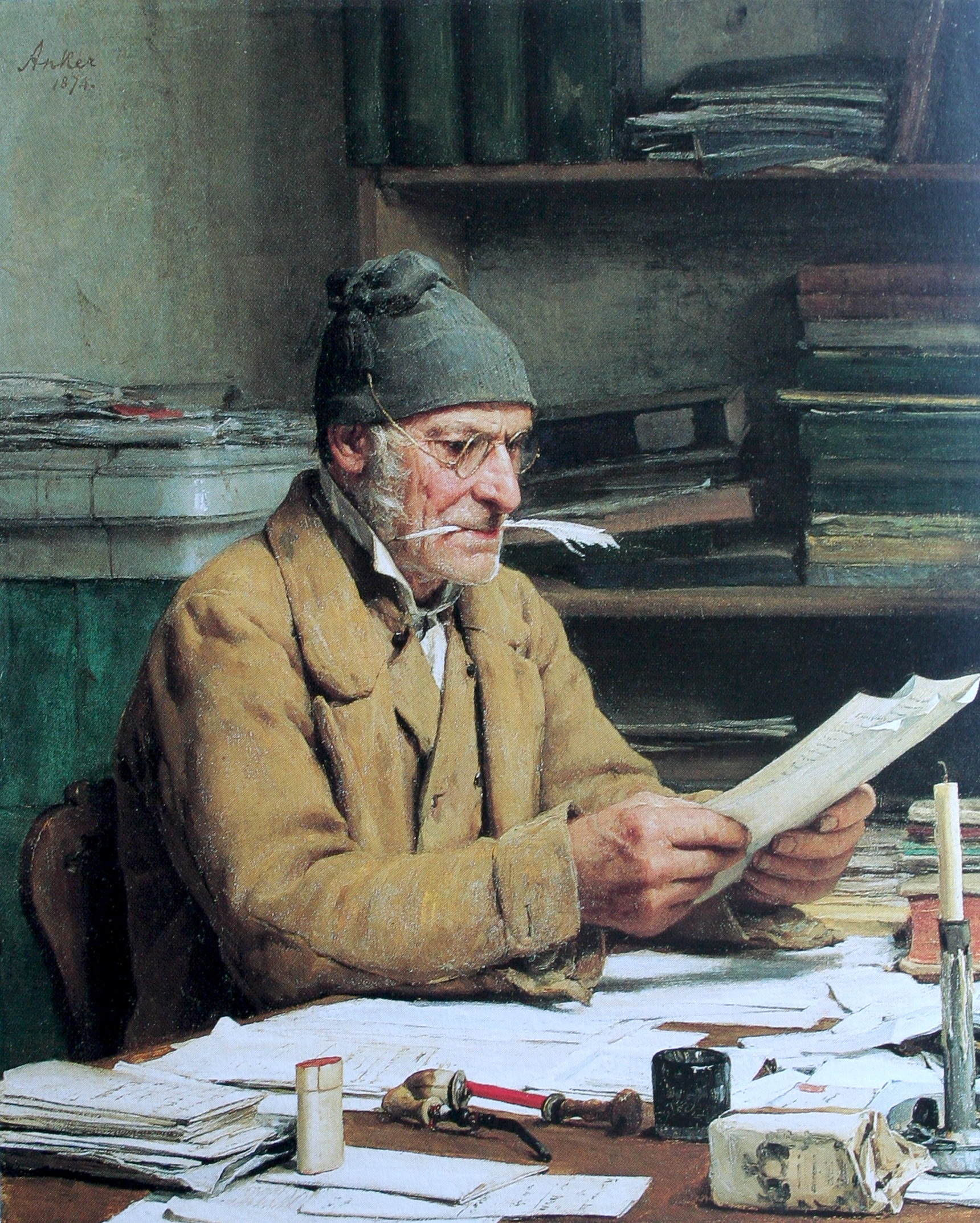
Kommuntjänstemannen 1874.
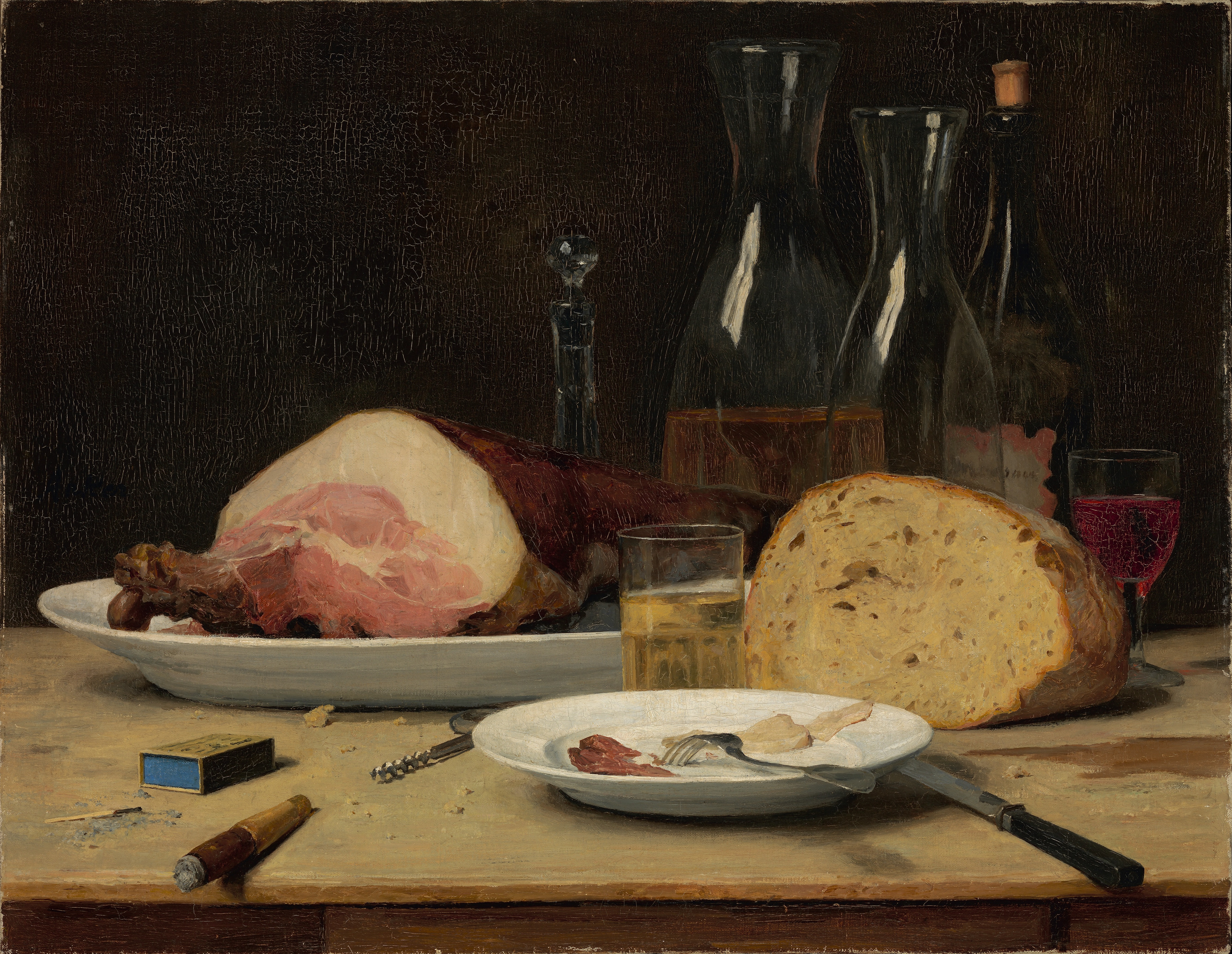
Stilleben: Excess (1896).
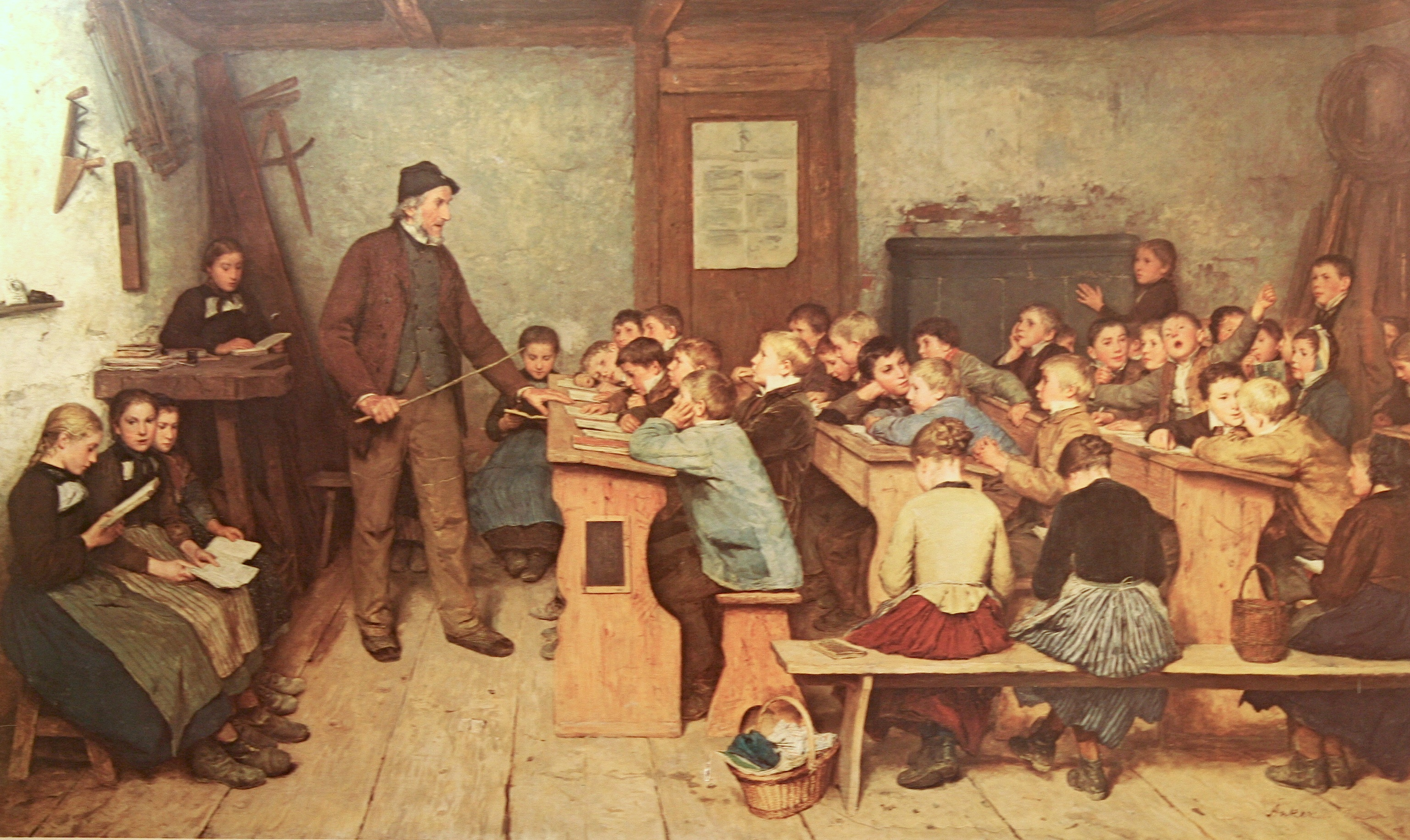
Byskolan  1896.
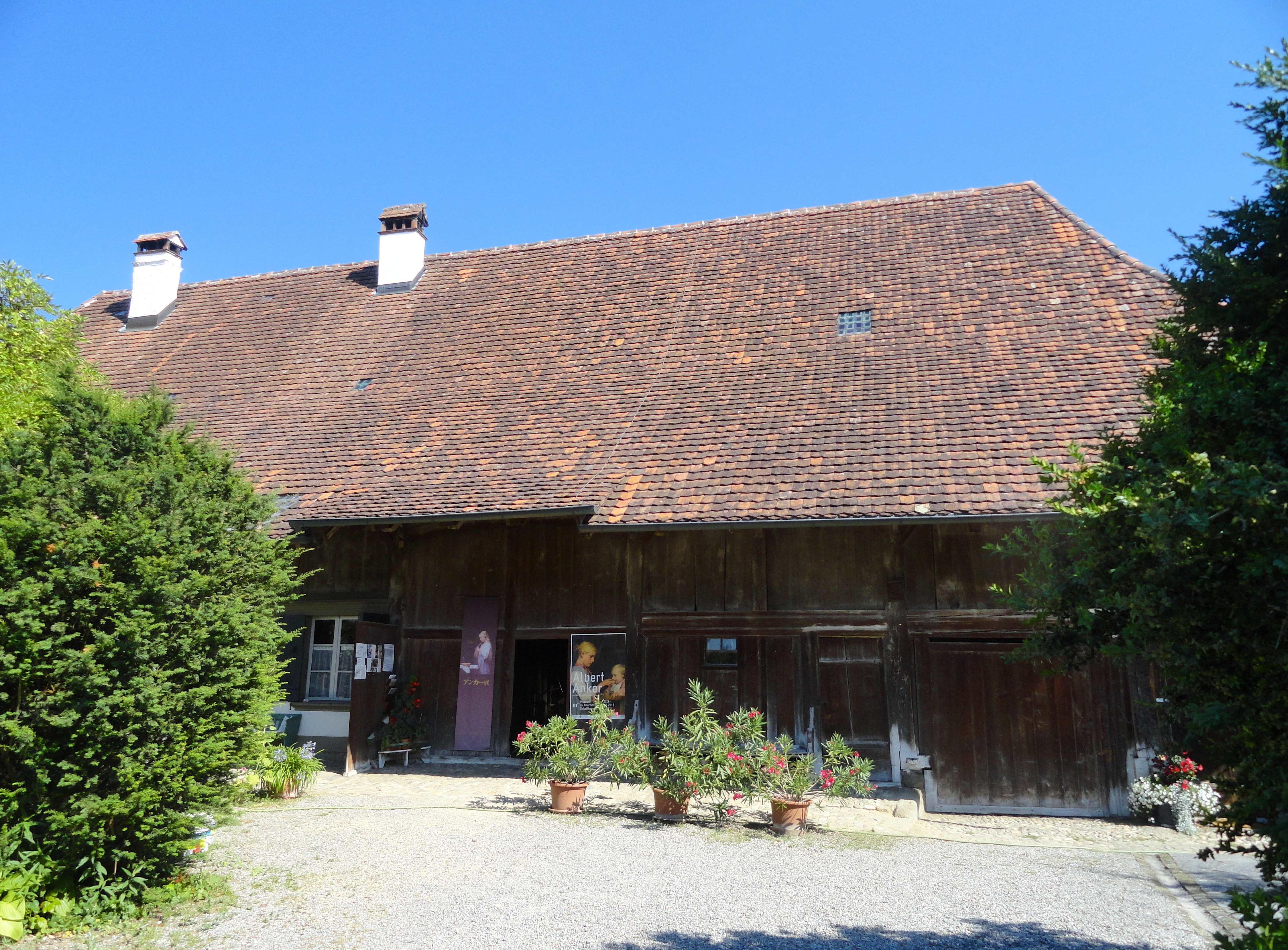
Ankers hus i Ins
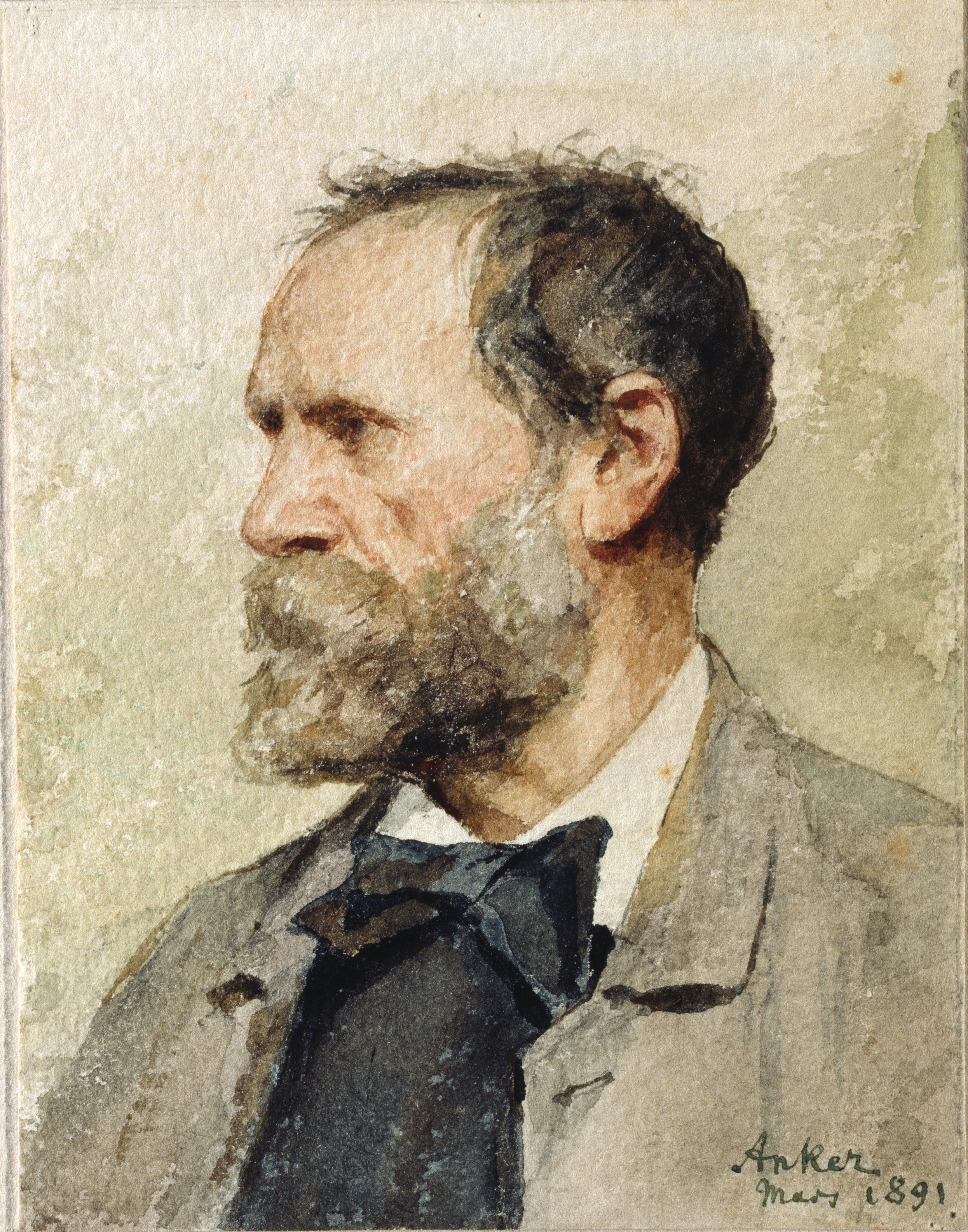
Självporträtt, Albert Anker.